# Heinrich Walbaum
Heinrich Wilhelm Walbaum (* 2. April 1864 in Stade; † 1946) war ein deutscher Chemiker.

## Leben
Der Sohn des Geheimen Regierungsrates Theodor Walbaum und der Elisabeth Walbaum, geborene van Nes, besuchte ein Realgymnasium in Hannover, an dem er das Abitur ablegte. Er studierte Chemie, Philosophie und Naturwissenschaften an der Technischen Hochschule Hannover sowie an den Universitäten in Straßburg, Göttingen, Kiel und Marburg. 1889 wurde er in Marburg mit der Dissertation Ueber die Einwirkung von Chlor auf Oxybenzoësäuren zum Dr. phil. promoviert. Von Oktober 1889 bis Oktober 1891 war er als wissenschaftlicher Assistent bei Otto Wallach, dem Leiter des Chemischen Institutes der Göttinger Universität, tätig.
Ab 1891 arbeitete Walbaum als Chemiker für die Leipziger Firma Schimmel & Co., die 1829 als Handelshaus für Arzneidrogen gegründet worden war und sich auf die Herstellung von Ölen und Riechstoffen spezialisiert hatte. Um die Jahrhundertwende verlegte die Firma ihren Unternehmenssitz nach Miltitz, wo Walbaum seine Arbeit als Abteilungsleiter für wissenschaftliche und technische Forschungen fortsetzte.
Walbaum klärte im Jahr 1895 die chemische Struktur von Neroliöl, das in Pomeranzenblüten enthalten ist, auf. Dadurch wurde es möglich, dieses Öl synthetisch herzustellen. Die Hauptkomponente des Moschus, das Muscon, isolierte er elf Jahre später.
Er war Mitglied der Deutschen Chemischen Gesellschaft, des Vereins Deutscher Chemiker und seit 1909 des Keplerbundes. Seine wissenschaftlichen Beiträge über Blütenöle, ätherische Öle und tierische Riechstoffe veröffentlichte er unter anderem in den Berichten der Deutschen Chemischen Gesellschaft und im Journal für praktische Chemie.
Heinrich Walbaum war seit 1897 mit Charlotte Lohmann verheiratet. Sie war die Tochter des in Mexiko tätigen Großkaufmanns Dietrich Lohmann.